# 胎児・呪われた悪夢
『胎児・呪われた悪夢』（原題：The Jar）は、ブルース・トスカノが監督した1984年公開のアメリカ合衆国のホラー映画。

## あらすじ
ある雨の夜、学校の教師であるポールは、自動車事故を起こし、老人に怪我を負わせてしまう。治療するために老人を自分のアパートに連れてくるポールだったが、いつの間にか老人が紙袋に入った瓶を残して姿を消したことに気づく。瓶の中には悪魔が入っていてポールに憑依したり、十字架にかけられる幻覚や兵士として戦ったりする幻覚が見えるようになる。ポールは隣人を殺害し、上司に憑依した悪魔を渡すことになる。

## キャスト
- ポール - Gary Wallace
- クリスタル - Karin Sjöberg
- Young Man - Dean Schoepter
- Old Man - Les Miller
- ジャック - Robert Gerald Witt
- ジェスター - Don Donovan

## 評価
2015年、本作はRed Letter Mediaのエピソード『Best of the Worst』で、『ダイナソー・ファイター カンフーVS.巨大恐竜』や『ホワイトファイア/地獄の報酬』とともに紹介された。番組ホストから同番組で紹介された中で最悪の部類に入ると評価され、エピソードの最後にはアセトンで満たした瓶の中で『The Jar』のコピーを溶かしている。